# ブランフォード・マルサリス
ブランフォード・マルサリス (Branford Marsalis、1960年8月26日- )は、アメリカ合衆国のミュージシャン、サックス奏者。
教師、作曲家、ピアニストとして知られた父エリス・マルサリスと同じく全員がジャズ・ミュージシャンであるマルサリス兄弟の長男としてルイジアナ州ブロー・ブリッジにて生まれる。彼は、ジャズ界において卓越したテナーとソプラノサクソフォーン奏者として、また兄弟の中でも最も才能に恵まれ、優れた音楽の改革者の一人として非常に有名である。

## 来歴
4歳からピアノ、小学生当時からクラリネット、15歳でサクソフォーンを始め、ニューオーリンズの芸術専門学校、そしてバークリー音楽大学で学んだブランフォードは、1980年代前半にアート・ブレイキー・ビッグバンドでの演奏、クラーク・テリーとの共演、そしてアート・ブレイキー&ジャズ・メッセンジャーズに参加してプロとしての活動を開始した。1982年から1985年にかけては、弟ウィントン・マルサリスとのクインテットで演奏し、1985年にはスティングのバックバンドに加わった。ライブ・エイドではスティングの演奏のみ (フィル・コリンズとの「見つめていたい」共演時を含む)伴奏者として出演している。また、彼はマイルス・デイヴィス・グループのツアーにも後期のメンバーとして参加した。1986年には自分のグループを結成しアルバムを発表。
日本では1987年に、父のエリス・マルサリスと共演した「サントリーホワイト」のCMがテレビで放映されたことで話題になった。
1992年から1995年にかけてアメリカNBCの人気トーク番組『ザ・トゥナイト・ショー』の音楽監督を務めた。1994年にはジャズと リズム・アンド・ブルース、ヒップホップ、ロックとの融合を目的に、新ユニット「バックショット・ルフォンク」の活動を始めた。
2002年には父親と共同で自主レーベル「マルサリス・ミュージック」を設立した。2013年3月、Saint Mary's University of Minnesotaから博士号（Doctor of Arts Leadership）が授与された。

## ミュージシャンズ・ビレッジ・プロジェクト
アメリカ南部にハリケーン・カトリーナが壊滅的打撃を与えた後、ハリー・コニック・Jrとともにニューオーリンズの音楽文化遺産回復の指導的役割を担う活動を始めている。その一環として、2005年12月6日、彼らは特定非営利活動法人ハビタット・フォー・ヒュマニティおよび同ニューオーリンズ支部と共同で、ニューオーリンズにて『ミュージシャンズ・ビレッジ』計画を発表した。ミュージシャンズ・ビレッジには『エリス・マルサリス・ミュージックセンター』を中心に居住可能な家が建設される予定であり、これらは財政難にあえぐミュージシャンたちに手ごろに入手できる家として提供される。

## ディスコグラフィ

### リーダー・アルバム
- 『ファーザーズ・アンド・サンズ』 - Fathers & Sons (1982年、Columbia) ※with ウィントン・マルサリス、エリス・マルサリス、チコ・フリーマン、ヴォン・フリーマン
- 『シーンズ・イン・ザ・シティ』 - Scenes In The City (1984年、Columbia)
- 『クラシカル・ロマンス』 - Romances for Saxophone (1986年、Columbia)
- 『ロイヤル・ガーデン・ブルース』 - Royal Garden Blues (1986年、Columbia)
- 『ルネッサンス』 - Renaissance (1987年、Columbia)
- 『ランダム・アブストラクト』 - Random Abstract (1988年、Sony)
- 『トリオ・ジーピー』 - Trio Jeepy (1989年、Sony)
- 『ドゥ・ザ・ライト・シング』 - Do The Right Thing (1989年)
- 『モ'・ベター・ブルース』サウンドトラック - Mo' Better Blues (1990年、Sony)
- 『クレイジー・ピープル・ミュージック』 - Crazy People Music (1990年、Sony)
- 『ザ・ビューティフル・ワンズ』 - The Beautyful Ones Are Not Yet Born (1991年、Columbia)
- 『ブルース・ウォーク』 - I Heard You Twice The First Time (1992年、Sony) ※第35回グラミー賞受賞（最優秀器楽ジャズ・グループ部門）
- 『ブルーミングトン』 - Bloomington (1993年、Columbia) ※ライブ
- 『バックショット・ルフォンク』 - Buckshot LeFonque (1994年、Columbia) ※バックショット・ルフォンク名義
- 『愛しき女へ』 - Loved Ones (1996年、Columbia) ※with エリス・マルサリス
- 『ザ・ダーク・キーズ』 - The Dark Keys (1996年、Columbia)
- 『ミュージック・エヴォルーション』 - Music Evolution (1997年、Sony) ※バックショット・ルフォンク名義
- 『レクイエム〜ケニー・カークランドに捧ぐ』 - Requiem (1999年、Columbia)
- 『コンテンポラリー・ジャズ』 - Contemporary Jazz (2000年、Sony) ※第43回グラミー賞受賞（最優秀器楽ジャズ・グループ部門）
- 『クリエイション〜20世紀フランス音楽作品集』 - Creation (2001年、Sony Classical)
- 『フットステップス』 - Footsteps of our Fathers (2002年、Marsalis Music)
- 『ロメール・ベアデン・リヴィールド（ロメール・ベアデンに捧ぐ）』 - Romare Bearden Revealed (2003年、Marsalis Music)
- 『エターナル』 - Eternal (2004年、Marsalis Music)
- 『ブラッグタウン』 - Braggtown (2006年、Marsalis Music)
- 『アメリカ残像』 - American Spectrum (2008年、BIS) ※with ノースカロライナ交響楽団、グラント・ルウェリン
- 『メタモルフォーゼン』 - Metamorphosen (2008年、Marsalis Music)
- 『ソングス・オブ・マース・アンド・メランコリー』 - Songs of Mirth and Melancholy (2011年、Marsalis Music) ※with ジョーイ・カルデラッツォ
- 『フォー・MFズ・プレイン・チューンズ』 - Four MFs Playin' Tunes (2012年、Marsalis Music)
- In My Solitude: Live At Grace Cathedral (2014年、Marsalis Music) ※ライブ
- 『アップワード・スパイラル』 - Upward Spiral (2016年、Marsalis Music) ※with カート・エリング
- The Secret Between the Shadow and the Soul (2019年、Sony Masterworks)

### コンピレーション・アルバム
- 『ザ・ベスト・オブ・ブランフォード・マルサリス』 - Steep Anthology (2004年、Columbia/Sony) ※日本盤は「サントリーホワイト」のCMの「スティープス・イーク」をボーナストラックとして収録

### 主なセッション参加アルバム
- マイルス・デイヴィス : 『デコイ』 - Decoy (1983年)
- スティング : 『ブルー・タートルの夢』 - Dream of the Blue Turtles (1985年)
- ウィントン・マルサリス : 『ブラック・コーズ』 - Black Codes (From the Underground) (1985年)
- スティング : 『ブリング・オン・ザ・ナイト』 - Bring on the Night (1986年) ※表題曲ではラップも披露
- スティング : 『ナッシング・ライク・ザ・サン』 - Nothing Like the Sun (1987年)
- ソニー・ロリンズ : 『JAZZに恋して』 - Falling In Love With Jazz (1989年)
- ハリー・コニック・Jr : 『ウイ・アー・イン・ラブ』 - We Are In Love (1990年)
- グレイトフル・デッド : 『ウイズアウト・ア・ネット』 - Without a Net (1990年) ※ライブ
- シャーリー・ホーン : 『ユー・ウォント・フォーゲット・ミー』 - You Won't Forget Me (1990年) ※「It Had to be You」に参加
- ロビン・ユーバンクス : 『カルマ』 - Karma (1991年) ※「The Yearning」「Remember When」に参加
- ケニー・カークランド : 『ケニー・カークランド・デビュー!』 - Kenny Kirkland (1991年)
- スティング : 『ソウル・ケージ』 - The Soul Cages (1991年)
- ホレス・シルヴァー : 『イッツ・ゴット・トゥ・ビィ・ファンキー!!』 - It's Got to Be Funky (1993年) ※「The Hillbilly Bebopper」「Basically Blue」に参加
- アルバート・コリンズ : 『コリンズ・ミックス〜ザ・ベスト・オブ・アルバート・コリンズ』 - Collins Mix: The Best of Albert Collins (1993年) ※「Honey Hush」に参加
- ブルース・ホーンズビー : 『ハーバー・ライツ』 - Harbor Lights (1993年、RCA) ※「Talk Of The Town」（シングル所収の「Barcelona Mona」で第36回グラミー賞最優秀ポップ・インストゥルメンタル受賞）等に参加
- ジョー・ルイス・ウォーカー : 『JLW』 - JLW (1994年) ※「Inner City Man」に参加
- ロブ・ワッサーマン : 『トリオ』 - Trios (1994年) ※「White-Wheeled Limousine」でブルース・ホーンズビーと共演
- スティング : 『マーキュリー・フォーリング』 - Mercury Falling (1996年)
- ジェフ・テイン・ワッツ : 『シティズン・テイン』 - Citizen Tain (1999年)
- 小曽根真 : 『パンドラ』 - Pandora (2000年) ※2曲に参加
- ザ・マルサリス・ファミリー : A Jazz Celebration (2003年) ※マルサリス四兄弟（ブランフォード、デルフィーヨ、ジェイソン、ウィントン）と父エリス・マルサリスの共演
- ハリー・コニック・Jr : 『オケージョン』 - Occasion : Connick on Piano, Volume 2 (2005年)
- ザ・マルサリス・ファミリー・アンド・フレンズ : 『ミュージック・リディームス』 - Music Redeems (2010年)
- スティング : 『ザ・ブリッジ』 - The Bridge (2021年)